# 稲原幸雄
稲原 幸雄（いなはら ゆきお、1907年1月1日 - 2005年2月11日）は、日本の高校野球監督。

## 経歴
徳島商業を経て、関西学院大学に進学。卒業後は東京に出ていたが、1932年に母校・徳商OBから監督就任を強く要請されて帰郷し、英語教師の傍ら野球部の指導を始めた。
1932年から1942年まで監督を務め、日付が変わるまでの猛練習で選手を鍛えた。名門・徳島商の基盤を鍛え、後に「徳島県高校野球育ての親」と言われたが、練習見学で恐れをなした蔦文也は1年目のみテニス部に入る。
1935年には中村孝夫-林義一のバッテリーを擁して春の選抜に徳島県勢として初めて導くが、岐阜商との2回戦で大敗。1937年には春・夏連続出場を果たし、春の選抜は準決勝まで導く。県勢初出場となった夏は「勝つためにはまず点を取られないチームを」と全力をあげたが、この時は第1回大会の予選に参加してから23年も経っていた。当時の徳島は香川、愛媛勢の圧倒的な強さに押えられており、無死の走者を犠打で送った際に「何をしよるんで」とヤジられるほどの野球知識しかない土地柄であった。徳島のレベルを引き上げるために、稲原に白羽の矢が立てられ、3年間だけ、という約束であったが、就任後は自宅を合宿所とするなど資材を擲って強化に務めた。
1930年代後半には糖尿病にかかり、スパルタ指導で酷使した体に食事制限の日々でヤケクソになるが、妻に「全部の野菜を鍋にぶち込んでくれ」と頼んで無味の野菜鍋を食べた。食べながら、稲原は「個々の野菜は、こんな味がしてたのか･･･」と野菜本来の味が身に染みて涙を流し、「ひょっとして自分は、個々の選手を自分の好む調味料で味付けしてたのかもしれん」と悟った。その後は個々の個性に合わせた指導を心掛け、1940年の夏に再び出場し、1942年の全国中等学校野球大会では1回戦から決勝までの4試合を全て1点差で勝って全国優勝に導く。この時に稲原は「優勝戦（決勝）までの米を持ってこい」とナインに指示し、1週間分の米持参で徳島を出発した。食料が不足しつつある状況ではあったが、「お前たちは優勝して（徳島へ）帰るんだ」という稲原の気迫をナインは受け止めていた。第2次世界大戦の最中で、戦意を高めることを目的とした国の主導で行われた大会であったため記録には残っておらず、各地の予選を勝ち抜いた16校の選手は「選士」と呼ばれた。続行不能でない限り交代を認められず、投球をよけることも許されなかったほか、空襲警報と誤認しないようサイレンは禁止され、進軍ラッパが吹かれた。ユニフォームのロゴはローマ字が禁止され、甲子園のスコアボードには「勝って兜の緒を締めよ」「戦ひ抜かう大東亜戦」の横断幕が掲げられた。軍事色の強い大会であったが、平安中との決勝戦には4万人の観衆が詰めかけ、試合はは1点を追う7回に5点を挙げて逆転も、同点に追いつかれて延長戦に突入。11回2死満塁では打席に向かう林真一に稲原は「球が投手の手を離れたら目をつぶって立っていろ」と待球作戦を指示し、全6球、一度も振ることなく押し出し四球で決勝点を奪って栄冠に輝いた。優勝した徳島商には一枚の賞状だけが渡され、その後に〈智仁勇〉の3字が書かれた小さな旗が徳島に届いたが、いずれも1945年7月の徳島大空襲で焼失した。優勝した徳島商は後に1947年の春に於いて正式な大会としての甲子園制覇を成し遂げているが、1977年には徳島を訪れた海部俊樹文部大臣に、稲原が「42年夏の優勝を記念するものが欲しい」と訴え、戦災で焼失した賞状の代わりとして改めて賞状と盾が同校に授与された。
戦後は実業界に転じて徳島観光ゴルフ社長に就任し、地元のノンプロチーム「全徳島」監督も務める。1946年・1947年・1949年には都市対抗出場に導く。当時はプロ化の動きもあったほど人気のあったチームを指揮し、林・平井三郎・蔦ら徳商時代からの教え子をプロへ送り出した。
その後は徳島商同窓会長（1965年 - 1968年）、社会人野球四国理事長、日本高野連副会長を務め、96歳になっても週2〜3回母校の指導に当たった。
2005年2月11日、肺炎のため死去。

## 指導した主な選手
- 林義一
- 平井三郎
- 蔦文也
- 須本憲一

## 関連情報

### 書籍
- たかが野球されど野球 : 蔦監督のふるさとを訪ねる（福島幸雄・篠宮幸男との共著、1982年、教育出版センター）